# Unifikační gramatika
Unifikační gramatika (anglicky unification grammar nebo model-theoretic grammar) je bezkontextová gramatika doplněná o pravidla popisující unifikaci nad strukturami rysů vázanými na každý vrchol derivačního stromu. Jedná se o zobecnění atributových gramatik.
Každý terminál (potažmo preterminál) má přiřazenu strukturu rysů a každé pravidlo přidává do derivačního stromu rovnice nad těmito strukturami.
Jednoduchý příkladem je například tato gramatika fragmentu angličtiny:
| Bezkontextové pravidlo                                                  | Unifikační rovnice |
| ----------------------------------------------------------------------- | --- |
| {\displaystyle {\textrm {S}}\rightarrow {\textrm {NP}}\,{\textrm {VP}}} | {\displaystyle {\widehat {\textrm {S}}}={\widehat {\textrm {VP}}}\sqcup [{\textrm {SUBJ:}}\,{\widehat {\textrm {NP}}}]} |
| {\displaystyle {\textrm {VP}}\rightarrow {\textrm {V}}\,{\textrm {NP}}} | {\displaystyle {\widehat {\textrm {VP}}}={\widehat {\textrm {V}}}\sqcup [{\textrm {DOBJ:}}\,{\widehat {\textrm {NP}}}]} |
| {\displaystyle {\textrm {NP}}\rightarrow {\textrm {N}}}                 | {\displaystyle {\widehat {\textrm {NP}}}={\widehat {\textrm {N}}}}                                                      |
| {\displaystyle {\textrm {N}}\rightarrow {\textrm {boys}}}               | {\displaystyle [{\textrm {LEX}}:\,{\text{‘boy’}}]}                                                                      |
| {\displaystyle {\textrm {N}}\rightarrow {\textrm {books}}}              | {\displaystyle [{\textrm {LEX}}:\,{\text{‘book’}}]}                                                                     |
| {\displaystyle {\textrm {V}}\rightarrow {\textrm {read}}}               | {\displaystyle [{\textrm {LEX}}:\,{\text{‘read’}}]}                                                                     |

Zvláštností unifikačních gramatik je, že přijímají i kontextové jazyky a algoritmus pro jejich parsing je NP-těžký.